# Karaops pilkingtoni
Espèce
Karaops pilkingtoni est une espèce d'araignées aranéomorphes de la famille des Selenopidae.

## Distribution
Cette espèce est endémique du Sud du Territoire du Nord en Australie,. Elle se rencontre vers Alice Springs.

## Description
Le mâle mesure holotype 3,89 mm et la femelle paratype 5,25 mm.

## Étymologie
Cette espèce est nommée en l'honneur de Karl Pilkington.

## Publication originale
- Crews & Harvey, 2011 : The spider family Selenopidae (Arachnida, Araneae) in Australasia and the Oriental region. ZooKeys, no 99, p. 1-103 (texte intégral).